# هیو (تالین)
هیو (استونیایی: Hiiu) یکی از زیربخش‌های شهر تالین است که در ناحیه نومه قرار دارد و در سال ۲۰۱۵ دارای ۲٫۵ کیلومتر مربع مساحت و ۳٬۹۸۶ نفر جمعیت بوده.

## نگارخانه

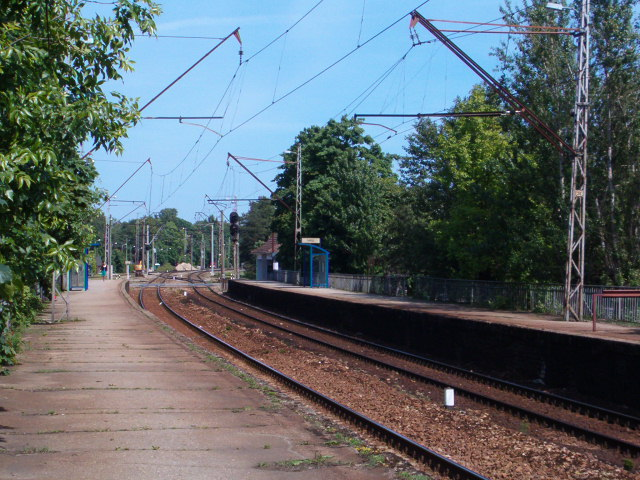
ایستگاه قطار هیو
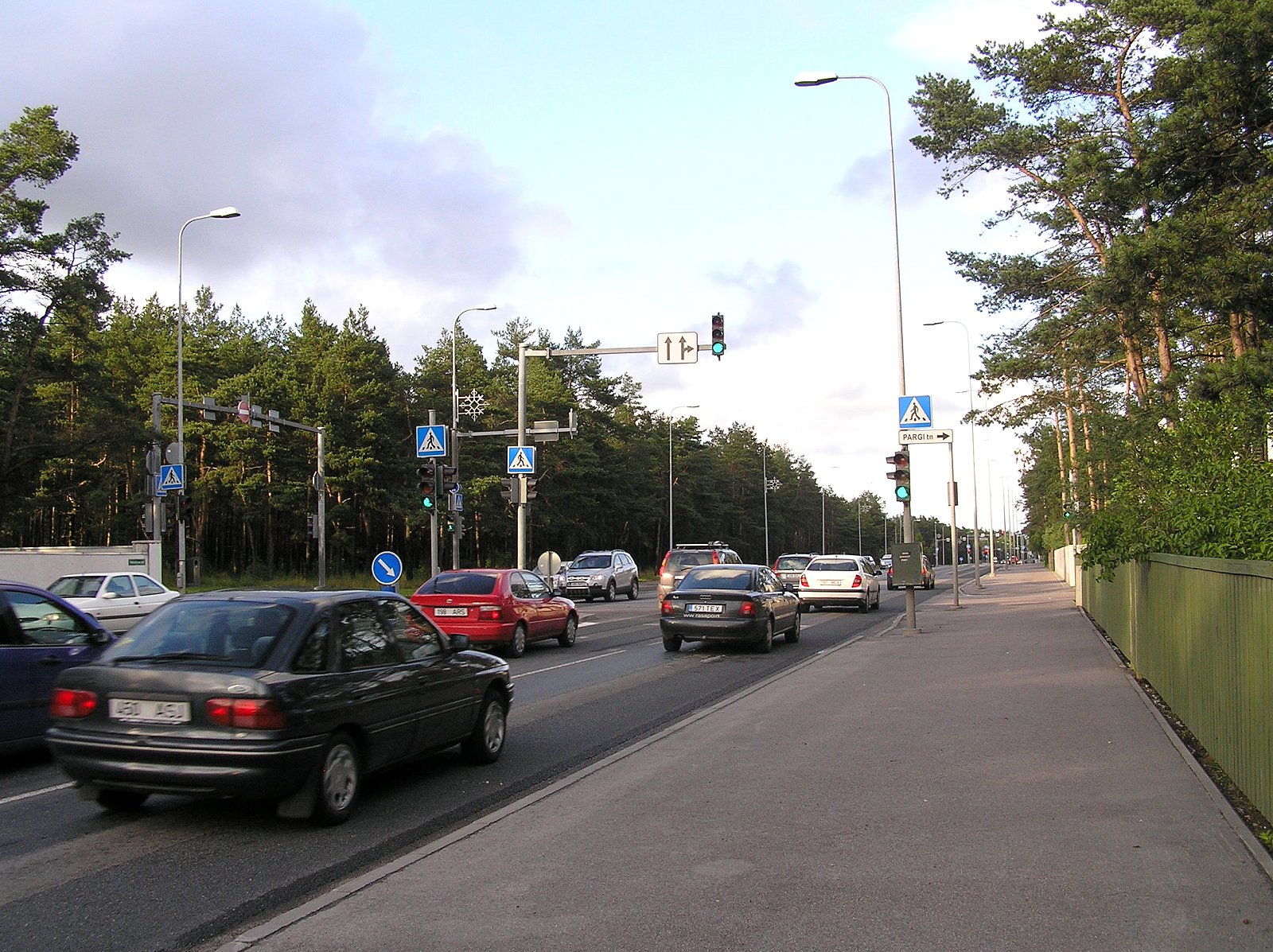
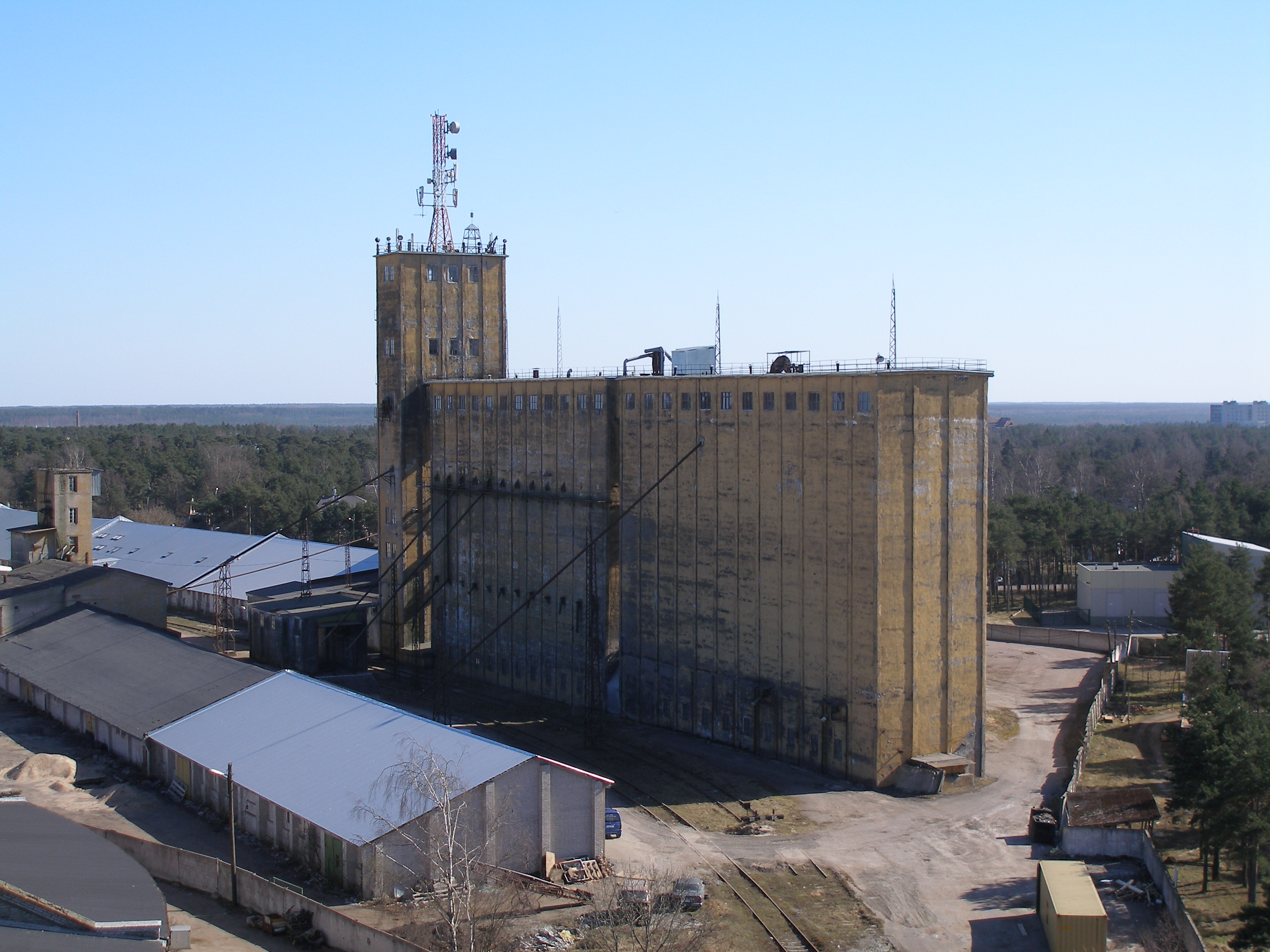
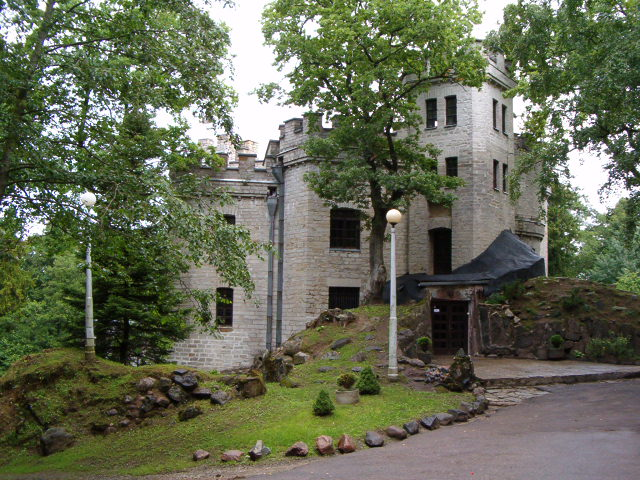
قلعه گلن
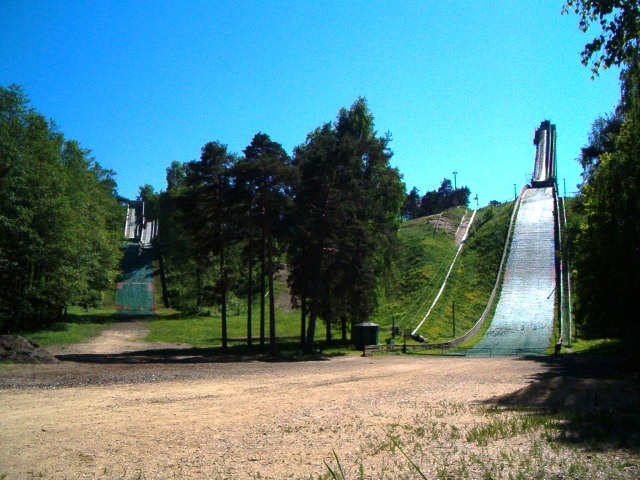
سکو اسکی پرش
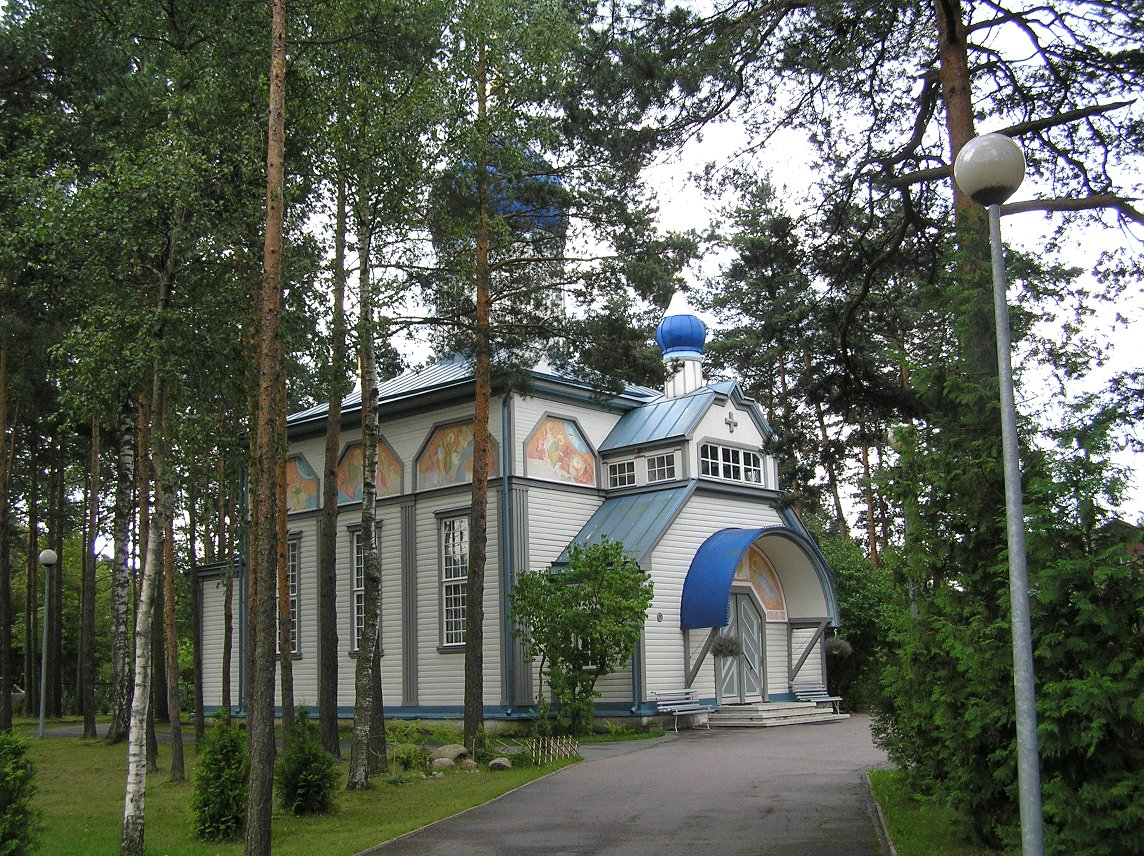
کلیسای ارتدوکس سنت جان پیشرو نومه